# Verdienstmedaille für Rettung aus Gefahr (Oldenburg)

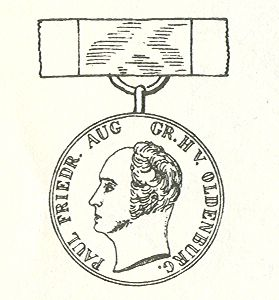
Verdienstmedaille für Rettung aus Gefahr, Avers

Die Verdienstmedaille für Rettung aus Gefahr wurde am 17. Januar 1848 von Paul Friedrich August von Oldenburg für Personen gestiftet die, unter eigener Lebensgefahr, zur Rettung des Eigentums anderer oder durch außerordentlicher Anstrengung zu solchen Rettungen beigetragen haben. 
Das Ordenszeichen ist eine runde aus Silber gefertigte Medaille und zeigt auf der Vorderseite das Abbild des regierenden Großherzogs. Umlaufend PAUL FRIEDR. AUG GR.H V. OLDENBURG. Rückseitig ist die Inschrift FÜR RETTUNG AUS GEFAHR zu lesen. Diese ist von einem Eichenkranz umgeben.
Getragen wurde die Auszeichnung an einem dunkelblauen Band mit schmalen roten Streifen auf der linken Brustseite.